# Позашкільна освіта
Система позашкільної освіти — освітня підсистема, що включає державні, комунальні, приватні позашкільні навчальні заклади; інші навчальні заклади як центри позашкільної освіти у позаурочний та позанавчальний час (загальноосвітні навчальні заклади незалежно від підпорядкування, типів і форм власності, в тому числі школи соціальної реабілітації, міжшкільні навчально-виробничі комбінати, професійно-технічні та вищі навчальні заклади I—II рівнів акредитації); гуртки, секції, клуби, культурно-освітні, спортивно-оздоровчі, науково-пошукові об'єднання на базі загальноосвітніх навчальних закладів, навчально-виробничих комбінатів, професійно-технічних та вищих навчальних закладів I—II рівнів акредитації; клуби та об'єднання за місцем проживання незалежно від підпорядкування, типів і форм власності; культурно-освітні, фізкультурно-оздоровчі, спортивні та інші навчальні заклади, установи; фонди, асоціації, діяльність яких пов'язана із функціонуванням позашкільної освіти; відповідні органи управління позашкільною освітою і науково-методичні установи.
Працівники системи позашкільної освіти України мають власне професійне періодичне видання - Позашкілля (газета).